# Rhacaplacarus tanzicus
Rhacaplacarus tanzicus är en kvalsterart som först beskrevs av Sandór Mahunka 1993.  Rhacaplacarus tanzicus ingår i släktet Rhacaplacarus och familjen Phthiracaridae. Inga underarter finns listade i Catalogue of Life.